# Wilhelm Matt

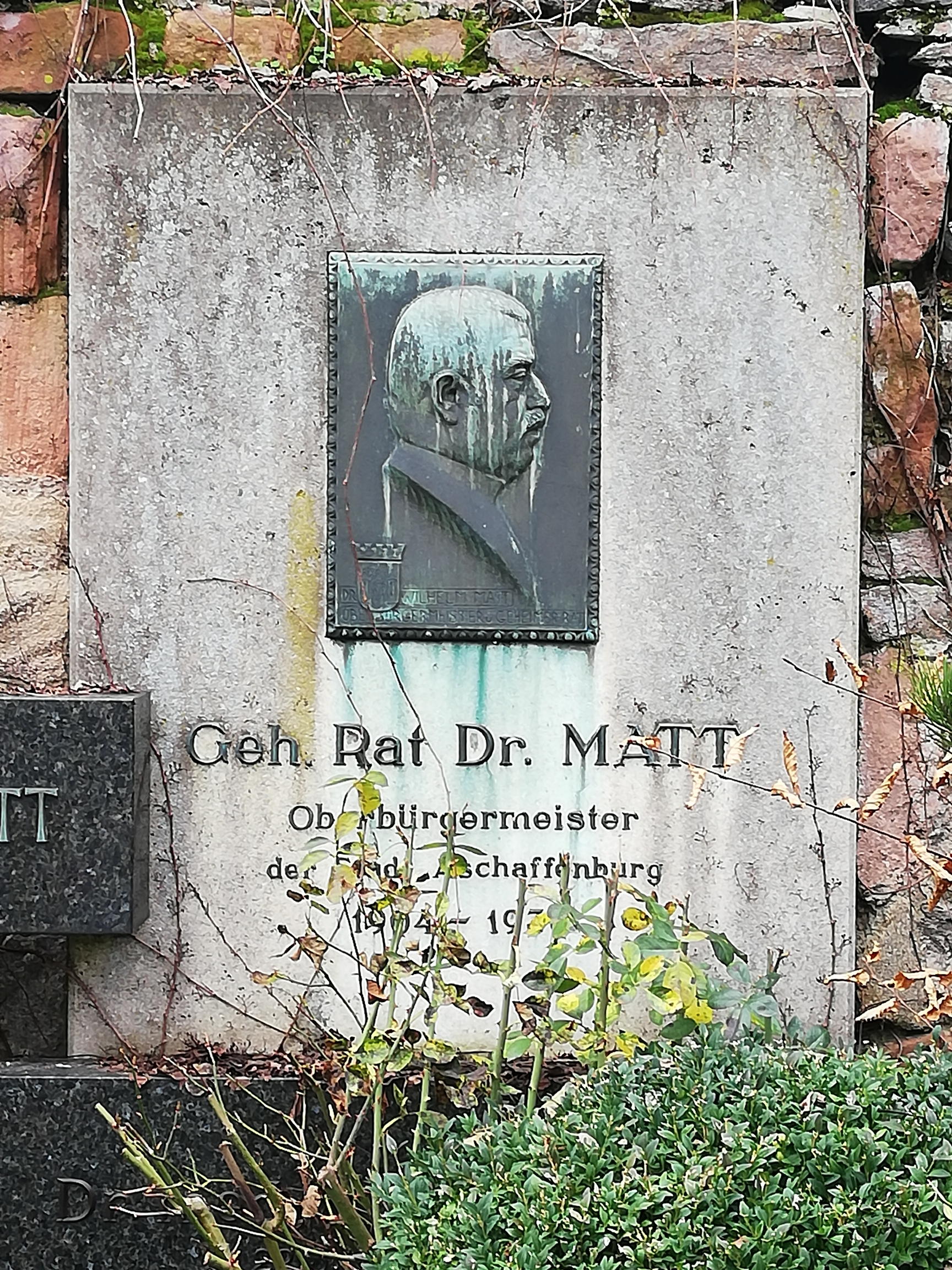
Grabstätte auf dem Altstadtfriedhof in Aschaffenburg

Wilhelm Matt (* 16. Juli 1872 in Speyer; † 23. Januar 1936 in Aschaffenburg) war Jurist, „Königlicher Hofrat“ später „Geheimer Rat“ und von 1904 bis 1933 Oberbürgermeister der unterfränkischen Stadt Aschaffenburg im Freistaat Bayern.

## Leben und Wirken
Matt, Sohn des Kreisschulrats Wendelin Matt und dessen Ehefrau Magdalena, geborene Starck, besuchte zunächst die Seminarschule (Übungsschule der katholischen Lehrerbildungsanstalt), dann eine Lateinschule, das Gymnasium in Speyer. Nach dem Abitur am 14. Juli 1887 studierte Matt Rechtswissenschaften an den Universitäten München, Berlin und Heidelberg. Während seines Studiums wurde er 1891 Mitglied der KDStV Aenania München im CV. Sein Examen legte er in München ab. Stationen seiner Tätigkeit als Dr. jur. waren das Amtsgericht Speyer, das Landgericht Frankenthal, Lindau und Bergzabern. Dazwischen belegte er ein Semester an der landwirtschaftlichen Hochschule Weihenstephan (1899–1900). 1902 wurde er Bezirksamtsassessor in Obernburg. Am 9. Februar 1904 erhielt er für eine Gebühr von 80 Mark das Bürgerrecht der Stadt Aschaffenburg. Am 20. Mai 1904 wurde Matt zum Ersten Bürgermeister der Stadt Aschaffenburg als Nachfolger von Friedrich Ritter von Medicus (1877–1904) gewählt.
Matt wurde am 2. Dezember 1911 der Titel und Rang eines Königlichen Hofrates verliehen. 1912 empfing er Prinzregent Luitpold, der sich in einem persönlichen Schreiben und Geschenk bedankte: „Mein lieber Hofrat Dr. Matt! Ich finde mich bewogen zur Erinnerung an die schönen und frohen Tage, die ich jüngst in meinem lieben Aschaffenburg zugebracht habe, für das Rathaus der Stadt Mein Reliefbildnis in Bronze von Professor Hildebrand zu widmen. Mit huldvollen Gesinnungen Ihr wohlgeneigter Luitpold“.
1913 empfing Matt König Ludwig III. und 1915 Königin Marie Therese von Bayern. Die Monarchin war vom Empfang durch die Bevölkerung und den Bürgermeister so begeistert, dass sie kurz nach der Rückkehr dem Aschaffenburger Magistrat eine Anweisung von eintausend Mark (zur Unterstützung der Kriegerfamilien) übersandte. Noch einmal besuchte König Ludwig III. am 2. Mai 1917 Aschaffenburg.
Nach Beendigung des Ersten Weltkrieges begann unter der Leitung des „Oberbürgermeisters“ Matt, inzwischen Mitglied der Bayerischen Volkspartei, unter schwierigen Bedingungen ein erneuter industrieller und sozialer Aufschwung der Stadt: Straßen wurden angelegt oder reguliert, der Anschluss an die Großschifffahrt durch den Ausbau des Hafens (1914 begonnen, verzögert durch den Ersten Weltkrieg, 1921 eingeweiht) vollzogen, das Elektrizitätswerk in Leider (1907) errichtet, Oberrealschule und Meisterschule gebaut. Die Erbauung der St. Laurentius-Kirche im Stadtteil Leider (1923), der Herz-Jesu-Kirche im Osten der Stadt (1929) und der St. Josefs-Kirche im Stadtteil Damm (1929) folgten. Ferner siedelten sich neue Industriebetriebe an (Kleider- und Messwerkzeugfabriken, Güldner-Motorenwerke (Kion), Heckmann'sches Kupferwerk (TRW), Seibertwerke (Stahlbau Lavis)). Der Main wurde bis Aschaffenburg kanalisiert und im Stadtteil Leider ein neuer Mainhafen gebaut.
Nach dem Ersten Weltkrieg entstanden die Stadtteile Österreicher Kolonie und Obernauer Kolonie. Wohnungen wurden gebaut und saniert, die Stadtbeleuchtung erweitert, die gärtnerische Pflege der Grünanlagen gefördert. Auf dem Sozialsektor stand die Jugendfürsorge im Vordergrund, schulärztliche Pflichtuntersuchungen sowie die Kinderspeisung für die ärmeren Bevölkerungsgruppen wurden eingeführt.
Von 1921 bis 1933 war er Präsident des Kreistages von Unterfranken.
Matts 25-jähriges Dienstjubiläum wurde am 16. November 1929 gefeiert. Die Bayerische Staatszeitung schrieb dazu: „Am 15. Mai ds.Mts. sind 25 Jahre verflossen, seit Oberbürgermeister Dr. Wilhelm Matt an der Spitze der stadt Aschaffenburg steht. Ein geborener Pfälzer, Sohn des früheren Kreisschulrates Matt und jüngster Bruder des kürzlich verblichenen, unvergeßlichen Kultusministers Dr. Matt, war Dr. Wilhelm Matt zunächst einige Jahre im Staatsverwaltungsdienst tätig und wurde dann am 16. November 1904 zum ersten Bürgermeister von Aschaffenburg gewählt. Seine Wirksamkeit hat der Stadt Aschaffenburg reichen Segen gebracht. Klar und zielbewußt, ohne Menschenfurcht mit einem Herzen voll Liebe für die Heimat hat er seine Stadt geführt. Seiner rastlosen Förderung aller Wirtschaftszweige und Stände verdankt die Stadt ihre aufstrebende Entwicklung. Es gelang seinem Weitblick, den großen Umschlaghafen am Main für Aschaffenburg zu gewinnen und damit das Wirtschaftsleben seiner Stadt neu zu befruchten. Auch die Unterbringung der Stadtverwaltung im Aschaffenburger Schloß ist sein Verdienst. Dr. Matt hat sich aber auch weit über den Umkreis seiner Stadt hinaus betätigt durch seine Wirksamkeit als Präsident des Kreistages von Unterfranken. Er führte dieses Amt seit 1920 und wurde im Jahre 1928 als Zeichen uneingeschränkten Vertrauens aller Bevölkerungskreise einstimmig wiedergewählt. Wir wünschen der Stadt Aschaffenburg und dem Kreis Unterfranken, daß ihnen die Arbeitskraft dieses seltenen Mannes noch lange Jahre in ungebrochener Frische und Rüstigkeit erhalten bleibt.“
Die Ära Matt endete im März 1933: Der Völkische Beobachter schrieb in seiner Ausgabe Nr. 84/85, dass die „Vertreibung des Marxismus in Stadt und Land“ begonnen hat. Als Aschaffenburgs Oberbürgermeister, Geheimer Rat und praktizierender Katholik hatte Matt stets Distanz zum Nationalsozialismus gehalten und wollte sich von ihm nicht vereinnahmen lassen. Am 23. März 1933 teilte er seinen Rücktritt mit.
Drei Jahre nach der Machtergreifung Adolf Hitlers starb Matt am 23. Januar 1936 im Alter von 63 Jahren. Bei der Beisetzung auf dem Aschaffenburger Altstadtfriedhof war auch der Würzburger Bischof Matthias Ehrenfried anwesend. Er brachte in einem persönlichen Kondolenzschreiben an die Witwe seine Hochachtung für den Verstorbenen zum Ausdruck. Die Stadt Aschaffenburg widmete seinem Andenken die Mattstraße.